# Kędzierzyn Blachownia Śląska
Kędzierzyn Blachownia Śląska – zlikwidowany przystanek kolejowy w Kędzierzynie-Koźlu, w województwie opolskim, w Polsce. Znajduje się na linii 137 Katowice - Legnica.